# Schloss Thal

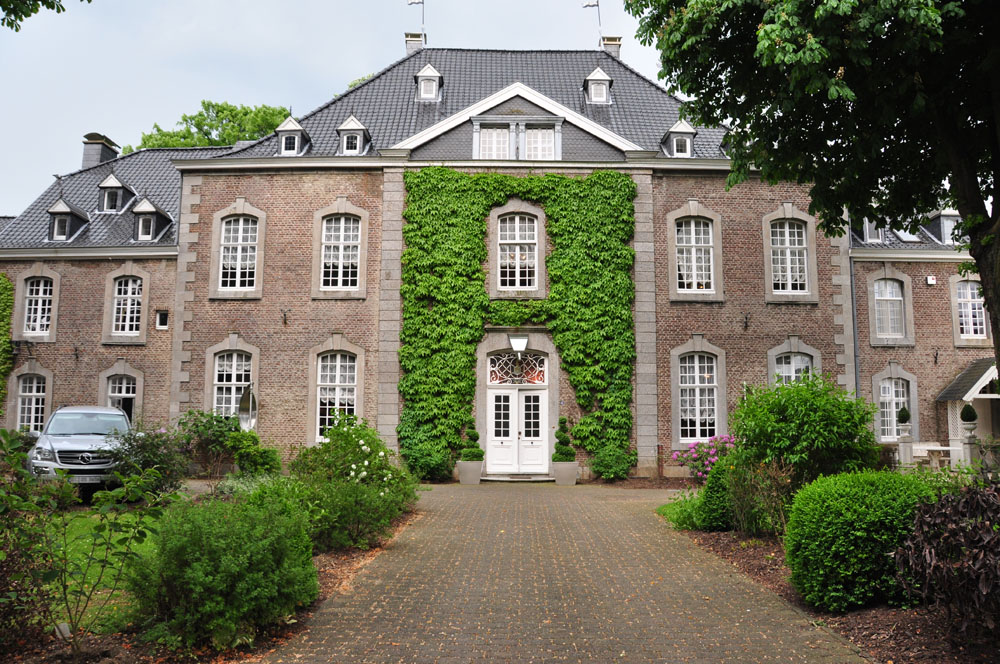
Schloss Thal, Eingangsfassade

Das Schloss Thal ist ein Schloss in der belgischen Ortschaft Kettenis, einem Stadtteil von Eupen.
Im 18. Jahrhundert von Renier-François Grand Ry als Landsitz errichtet, ging es im 19. und 20. Jahrhundert durch zahlreiche Besitzerhände. Dabei diente das Gebäude unter anderem als Alterssitz für Nonnen, Hotel-Restaurant, Ferienheim und Webereimanufaktur.

## Geschichte
Für das Gebiet im Bereich des heutigen Schlosses findet sich 1580 erstmals die urkundliche Erwähnung in dem Dall. Das Schloss wurde zwischen 1754 und 1757 als Landsitz für den Tuchhändler und Eupener Bürgermeister Renier-François Grand Ry (Reiner Franziscus Grandri) (1716–1777) erbaut und nicht wie gelegentlich in anderen Quellen behauptet um 1775. Ursprünglicher Besitzer des wasserreichen Geländes und Miterbauer des Schlosses war der Tuchmacher Johann von Thys, ein Schwager von Grand Ry, der 1762 Jahren in Klagenfurt am Wörthersee die K.k. Feintuchfabrik Thys gründete. Grand Ry stattete das Herrenhaus mit kostbaren Wandteppichen und einem modernen Kamin aus. Das Schloss blieb im Besitz der Familie bis zum Tod der Ehefrau Grand Ry im Jahr 1801.
Anschließend kaufte es der Eupener Tuchfabrikant Jean-Adolphe (Johann Adolph) Philipp (1765–1835), der aber selbst nicht einzog, sondern auf seinem Anwesen Hasenhof wohnen blieb und das Herrenhaus verpachtete. Dabei verkam ein Großteil der wertvollen Einrichtung, einiges musste versteigert und die Wandteppiche verkauft werden. Ab etwa 1820 ist das Herrenhaus unbewohnt und sein Saal wurde an Kirmestagen lediglich als Tanzsaal genutzt. Später wurde das Haus saisonweise an Gastwirte verpachtet, die dort Sommerfeste oder Oktoberfeste abhielten. Schließlich erhielt im Jahr 1838 der Sohn Johann Wilhelm Adolph Philipp, Landwirt in Hückelhoven, per Schenkungs-Teilungsakte das gesamte Anwesen, und er veräußerte es 1843 zu gleichen Teilen der Margarethe Levy, Gattin des Königlichen Lotterie-Einnehmers Isaac Levy, sowie dem Kölner Gutsbesitzer Marcus Kaufmann. Zugleich wurden die zum Schloss gehörenden und diesem gegenüber liegenden landwirtschaftlichen Anwesen versteigert.
Am 14. Januar 1863 erwarb der Aachener Schieferdecker Hubert Falter das Kastell nebst Hofraum und Garten, musste es aber nach seinem Geschäfts-Konkurs im Jahr 1868 zwangsversteigern lassen und dem Aachener Kaufmann Mathias Joseph Schäfer übertragen. Dieser vermachte bereits am 19. Mai 1881 das Schloss an Charles Heuschen († 1891) aus Kettenis, der es an Weberfamilien vermietete. Sie nutzten das Gebäude als Webereimanufaktur und installierten zahlreiche Webstühle in den Innenräumen. Dadurch wurden weitere Teile der einstigen wertvollen Innenausstattung und -dekoration unwiederbringlich zerstört.

Schloss Thal um 1912

Anschließend, kaum genutzt und fast verlassen, wurde das Schloss am 11. November 1899 vom Ururgroßneffen des Erbauers, dem Rentner und Gutsbesitzer von Schloss Weims sowie ehemaligen Reichs- und Landtagsabgeordneten Andreas von Grand-Ry gemeinsam mit seiner Frau Marie Anne Julie für seine Familie zurückgekauft. Er restaurierte das Anwesen und starb dort im Jahr 1903. Im Jahr 1914 beherbergte Schloss Thal einen preußischen Gendarmerieposten. Der Ausgang des Ersten Weltkrieges veranlasste die Witwe Grand Rys’, ihren Wohnsitz nach Aachen zu verlegen und zugleich die Kunstausstattung des Schlosses zu verkaufen und das Schloss selbst am 27. November 1919 der Ehefrau des Landwirtes Jean Lambert Korvorst, Maria Gertrud Hubertina Pennings im Casteel Oud Ehrenstein in Kerkrade, zu überlassen.
Da auch die neue Besitzerin sich nicht sonderlich um das Schloss Thal kümmerte, schritt der Verfall der Anlage weiter voran und die Parkanlage verwilderte. Das ehemalige Pförtnerhaus sowie die Gärtnerwohnung konnten vermietet werden. In den Jahren 1937 bis 1938 diente das Schloss für die Dauer der Errichtung der neuen Schule an der Aachener Straße als Schulgebäude. 1940 wurde es als deutsches Militärbüro genutzt und im Winter 1944 unterhielt die amerikanische Armee dort ein großes Lebensmittellager und eine Küche für die Frontsoldaten.
Am 8. November 1945 erwarb Alfred Albert Ghislain Chevalier und seine Frau das Anwesen, die dort bis 1953 ein Hotel-Restaurant betrieben. Nachdem der erhoffte Erfolg ausblieb, verkaufte Chevalier am 17. März 1953 die Anlage der Frau Victoire Dumont aus Membach, die es bereits zwei Jahre später, am 30. Januar 1955 der aus Spa kommenden Association des Sœurs du Saint Sacrement et de Notre Dame übertrug, einem kontemplativen Schwesternorden. Deren Aufenthalt war ebenfalls nur von kurzer Dauer und das Anwesen diente seit den frühen 1960er Jahren vorübergehend für Ferienaufenthalte von Heimkindern und Kindern, die der Aufsicht des Jugendrichters unterstellt waren und dort von ehrenamtlichen Personen betreut wurden. 1962 konnte ein neuer Käufer gefunden werden und die stark mitgenommene Immobilie kam in den Besitz der Elisabeth Petit, verheiratete Delcourt, aus Oreye.
Schließlich erwarb 1986 der aus Euskirchen stammende Kunsthandwerker Rainer Maria Latzke das Anwesen und renovierte es. Einen Teil des Schlossparks veräußerte er, während einige der 36 Zimmer und das Treppenhaus mit seinen Wand- und Deckenmalereien – zum Teil in Trompe-l’œil-Technik – unter Erhaltung der historischen Substanz neu gestaltet wurden. Auch der Park wurde wieder instand gesetzt. In einem Seitenflügel befand sich ein Atelier des Kunsthandwerkers. Dazu gründete er Anfang der 1990er-Jahre eigens eine Firma mit Sitz auf Schloss Thal. Nachdem Latzke und seine Familie ins Ausland gezogen waren, erwarb 1996 der aus Gummersbach stammende Geschäftsmann Dietmar Schröder das gesamte Anwesen.

Innendekorationen
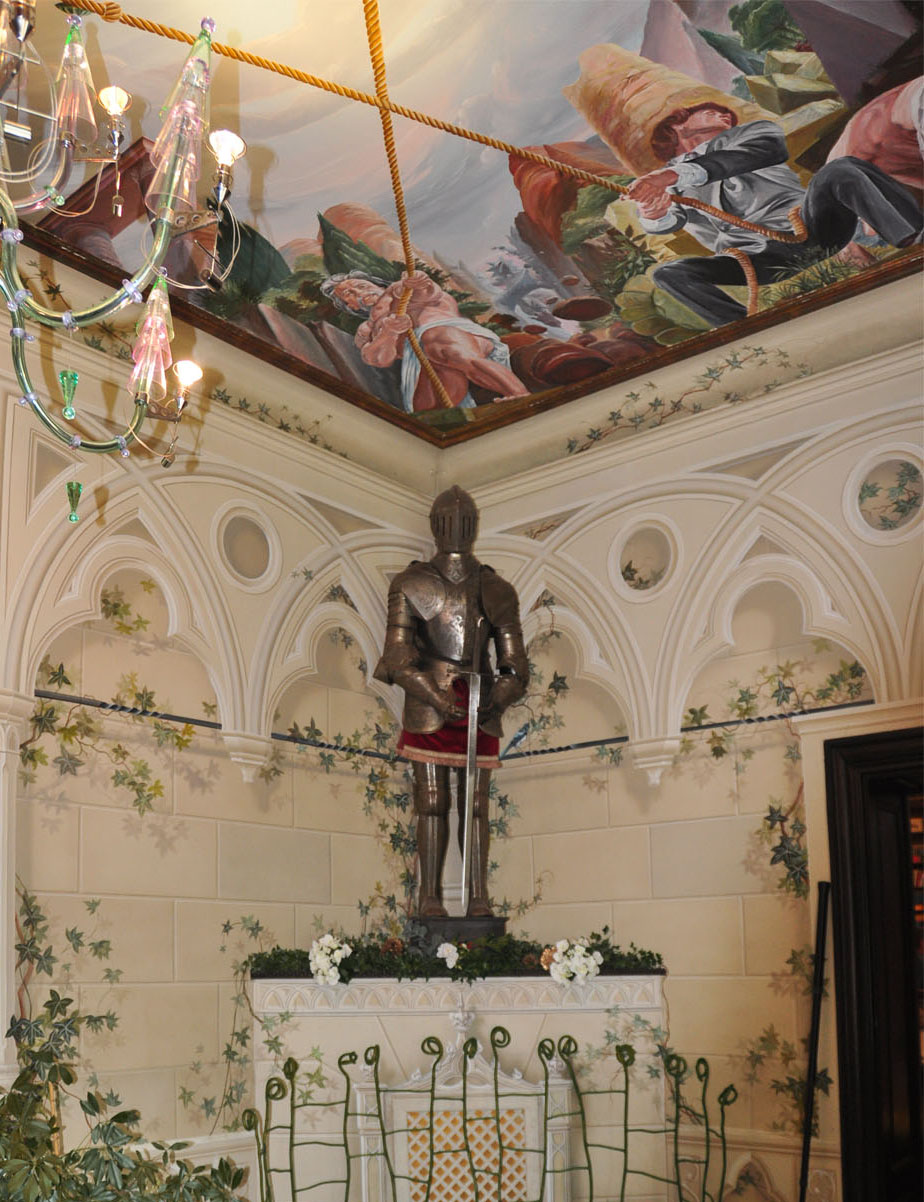
Wand- und Deckenmalerei
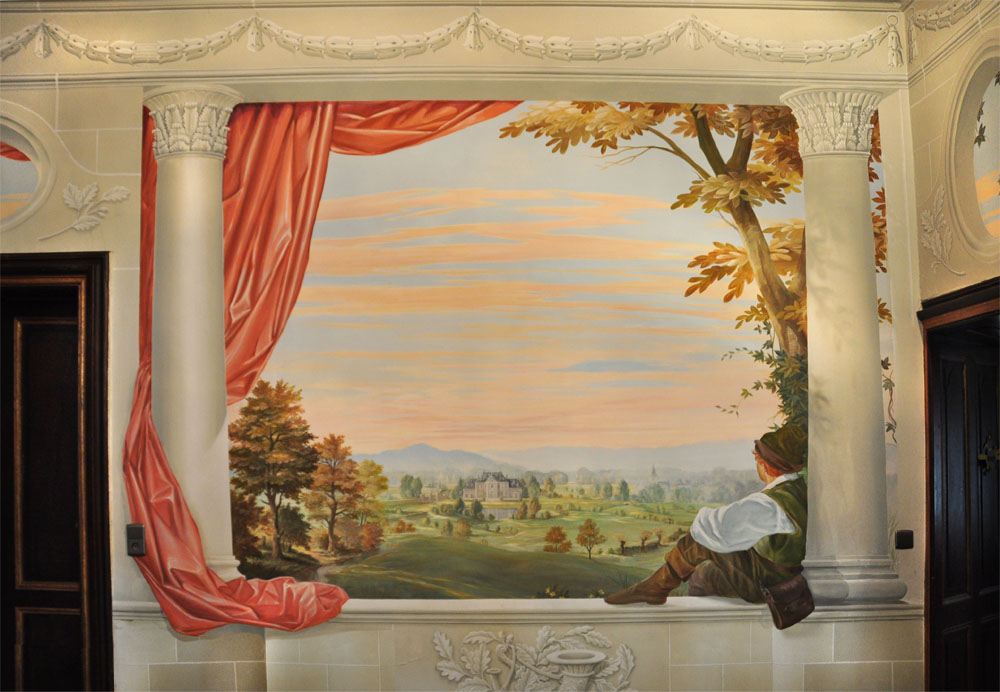
Fresko in Schloss Thal
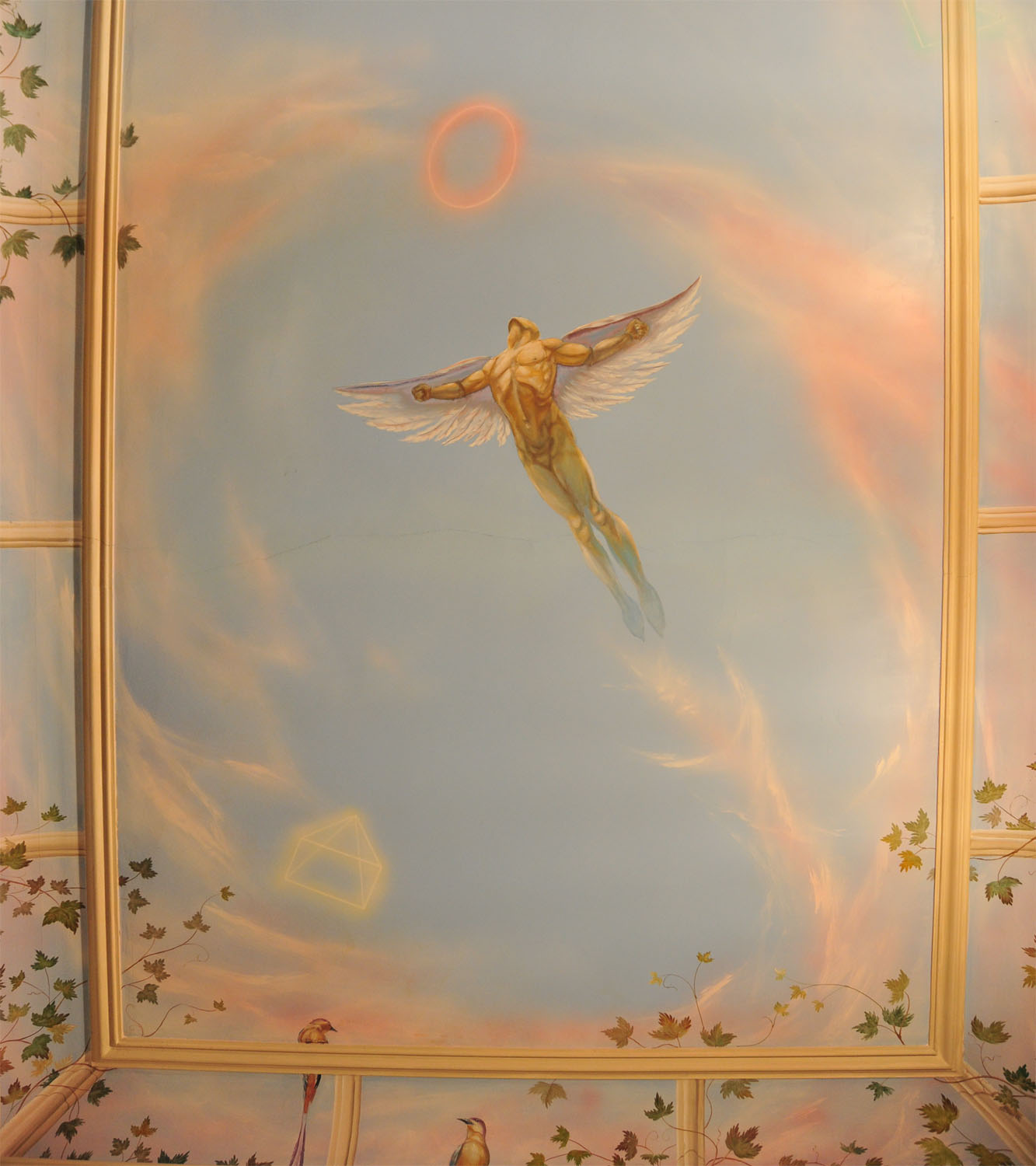
Deckenmalerei

## Beschreibung

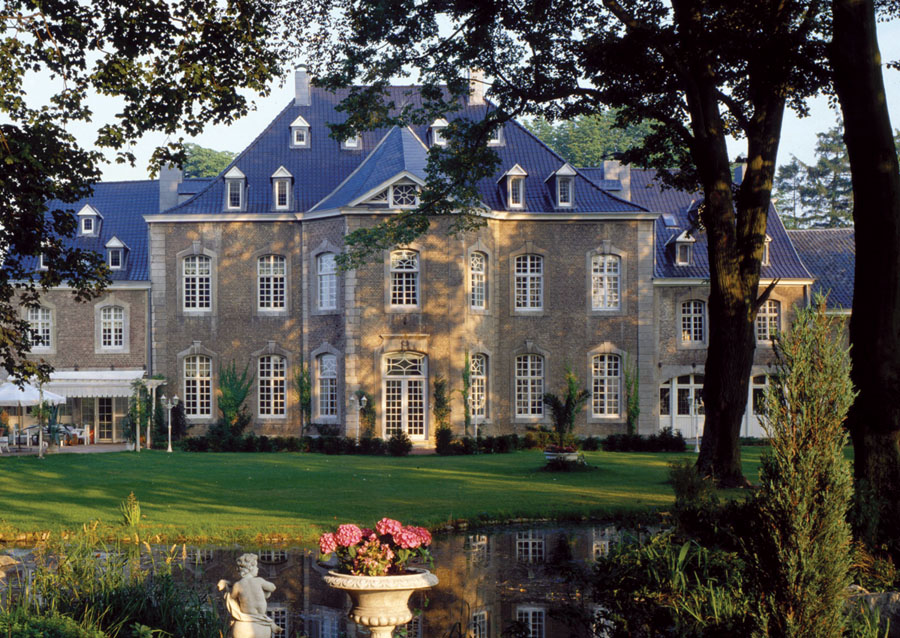
Schloss Thal, Gartenfassade

Das Schloss ist ein Gebäude aus rotem Backstein mit hellen Eckquaderungen und Tür- sowie Fenstereinfassungen aus Kalkstein. Es besteht aus einem rechteckigen Mittelbau, dessen zwei Geschosse von einem Walmdach abgeschlossen sind. Auf der nordwestlichen Eingangsfassade ist er durch Fenster in fünf Achsen unterteilt. Die Mittelachse wird beidseitig durch flache Pilaster in Rustikaoptik derart betont, dass dabei der Eindruck eines Mittelrisalits entsteht, der von einem Dreiecksgiebel bekrönt wird. Im Oberlicht der zweiflügeligen Eingangstür findet sich das Wappen der Familie Grand Ry, das vielleicht aus der Zeit um 1900 stammt. Die Mittelachse der südöstlichen Gartenfassade wird durch einen dreiseitigen Risalit mit dem Grundriss eines halben Hexagons gebildet. Zu seinen beiden Seiten wiederholen sich die Pilaster, die sich auch an der Eingangsfassade finden.
Dem Mittelbau schließen sich in nördlicher und südlicher Richtung zwei ebenfalls zweigeschossige, jedoch niedrigere Flügelbauten mit Krüppelwalmdach an. Auch bei ihnen kamen Backstein und heller Haustein zum Einsatz. Das Haus ist von einem kleinen Park mit altem Baumbestand umgeben.